# АШ-62
АШ-62 е съветски самолетен звездообразен, 9-цилиндров двигател с вътрешно горене и въздушно охлаждане. Двигателят е разработен в ОКБ на руския авиоконструктор Аркадий Дмитриевич Швецов и се произвежда от 1938 г. за нуждите на транспортната и гражданската авиация. Като конструктор Швецов е известен със създаването на оригиналния двигател М-11, влаган в 88 различни самолети и модификации и произведен в огромно количество. За база при разработката е послужил закупения през 1934 г. лиценз на американския двигател Райт Циклон (Wright R-1820). Разработката и внедряването в производство е ускорено от влагането на този двигател в транспортния Ли-2, усвояван за производство по лиценз на американския DC-3. Първоначалното наименование на двигателя е М-62. След това е преименуван с инициалите на създателя си и най-масово произвежданата и влагана в самолетостроенето е модификацията известна с означението АШ-62ИР. Този двигател се произвежда по лиценз в Полша от PZL-Kalisz с наименованието ASz-62IR.

## Технически характеристики
| Характеристика                      | Показател   |
| ----------------------------------- | ----------- |
| Работен обем                        | 29,87 l     |
| Степен на сгъстяване                | 6,4         |
| Маса на двигателя                   | 560 kg      |
| Мощност максимална                  | 1000 hp     |
| Максимални обороти                  | 2200 ob/min |
| Мощност номинална при земята        | 820 hp      |
| Мощност на височина 1500 m височина | 840 hp      |
| Мощност литрова                     | 27,43 hp/l  |
| Редуктор, планетарен тип            | 16:11       |

## Използване
Двигателят е произвеждан серийно в СССР, произвежда се в Русия и Полша. Влага се в самолетите:
- И-153 – Чайка
- И-16
- Ли-2 от 1939 г.
- Ан-2 от 1947 г.
- PZL M18 Dromader от 1976 г.

|  | Уикипедия разполага с Портал:Авиация |